# 1833 год в литературе

## События
- Альфонс Ламартин избран в Палату депутатов.
- Вышел первый номер Parley’s Magazine[1], американского журнала для юношества.

## Книги
- Оноре де Бальзак
  - «Сельский врач»
  - «Евгения Гранде»
- Роберт Браунинг
  - поэма «Паулина»
- Шарлотта Бронте
  - роман «Зелёный карлик (Рассказ о прекрасном времени)»
- Эдвард Бульвер-Литтон
  - «Годолфин»
- Николай Гоголь
  - повесть «Нос»
- Бенджамин Дизраэли
  - «Удивительная история об Алрое»
- Михаил Загоскин
  - «Аскольдова могила»
- Томас Карлейль
  - «Sartor Resartus»
- Генри Уодсворт Лонгфелло
  - «За океаном»
- Проспер Мериме
  - новелла «Двойная ошибка»
- Альфред де Мюссе
  - «Гамиани»
- Александр Пушкин
  - поэма «Анджело»
  - роман «Дубровский»
  - поэма «Медный всадник»
  - «Сказка о мёртвой царевне и о семи богатырях»
  - «Сказка о рыбаке и рыбке»
- Жорж Санд
  - роман «Лелия»
- Виктор Гюго
  - пьеса «Лукреция Борджиа»
  - пьеса «Мария Тюдор»

### Нон-фикшн
- Статья «О малороссийских песнях» Николая Гоголя.
- «Сравнительная грамматика» Франца Боппа.
- «Последние очерки Элии» Чарлза Лэма.
- «Anacalypsis» («Анакалипсис») — эзотерический труд Годфри Хиггинса (опубликован посмертно в 1836 г.

## Родились
- 6 апреля — Александр Николаевич Пыпин, русский литературовед и этнограф (умер в 1904).
- 16 апреля – Михайло Полит-Десанчич, сербский писатель (умер в 1920 году).
- 27 мая — Тодор Шишков, болгарский поэт, драматург, переводчик (умер в 1896).
- 3 июня — Генри Хоули Смарт, английский писатель (умер в 1893).
- 20 августа — Василе Погор, румынский поэт (умер в 1906).
- 24 августа  – Нармадшанкар Даве, индийский поэт и писатель  (умер в 1886)
- 19 октября — Адам Линдсей Гордон, австралийский национальный поэт (ум. в 1870).
- 21 октября — Альфред Нобель, основатель Нобелевской премии (ум. в 1896).
- 9 ноября — Эмиль Габорио, писатель (ум. в 1873).
- 10 (22) декабря — Марко Вовчок, русская и украинская писательница, поэтесса, переводчица (умерла в 1907).
- Николае Орашану, румынский поэт-сатирик и прозаик (умер в 1890).

## Скончались
- 7 марта — Рахель Фарнхаген фон Энзе, писательница (род. в 1771).
- 13 апреля — Элиза фон дер Рекке, поэтесса (род. в 1754).
- 10 мая — Франсуа Андриё, поэт, драматург (род. в 1759).
- 3 (15) февраля — Николай Иванович Гнедич, русский поэт, переводчик (родился в 1784).
- Юрай Белич, хорватский писатель (род. около 1762).